# Station Blantyre
Blantyre is een spoorwegstation van National Rail in South Lanarkshire in Schotland. Het station is eigendom van Network Rail en wordt beheerd door ScotRail. 

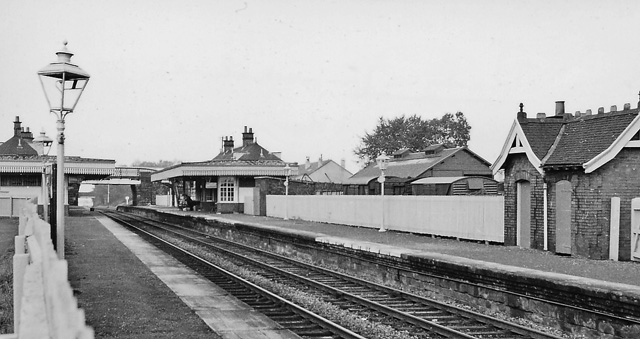
Station Blantyre in 1961